# NGC 3652
NGC 3652 é uma galáxia espiral barrada (SBc/P) localizada na direcção da constelação de Ursa Major. Possui uma declinação de +37° 45' 54" e uma ascensão recta de 11 horas, 22 minutos e 39,0 segundos.
A galáxia NGC 3652 foi descoberta em 23 de Março de 1789 por William Herschel.